# Мюллер-Армак, Альфред
Альфред Мюллер-Армак (нем. Alfred Müller-Armack; 28 июня 1901, Эссен, Германская империя, — 16 марта 1978, Кёльн, ФРГ) — немецкий экономист и политик.
Учился в университетах Фрайбурга, Мюнхена и Кёльна. В 1923 в Кёльнском университете защитил докторскую диссертацию на тему «Проблемы кризисов в теоретической политической экономии»; спустя три года там же успешно прошёл процедуру хабилитации докторской степени (тема диссертации: «Экономическая теория конъюнктурной политики»).
В 1933 вступил в НСДАП, считал, что «Третий рейх» может разрешить экономические противоречия Веймарской республики через корпоративную организацию хозяйства.
С 1938 по 1950 занимал должность профессора экономики и социологии культуры Университета Мюнстера, в 1940-1950 директор Института экономических и социальных наук Мюнстерского университета.
С 1950 — профессор Кёльнского университета. В 1950—1952 и 1963—1978 директор Института экономической политики Кёльнского университета.
В 1947 году в книге «Экономическое регулирование и рыночное хозяйство» ввёл в употребление термин «социально-рыночная экономика».
С 1952 возглавлял отдел основных проблем экономической политики, а с 1958 — в качестве госсекретаря по европейским вопросам — отдел Европы Федерального министерства экономики при министре Людвиге Эрхарде. Одновременно занимал пост президента Комитета ЕЭС по проблемам конъюнктурной политики. В 1963 он покидает министерство экономики, все еще оставаясь на посту члена Совета правления Европейского инвестиционного банка (с 1958 по 1977) и продолжая заниматься наукой в созданном им Институте экономической политики при Кёльнском университете.